# Rullepølse

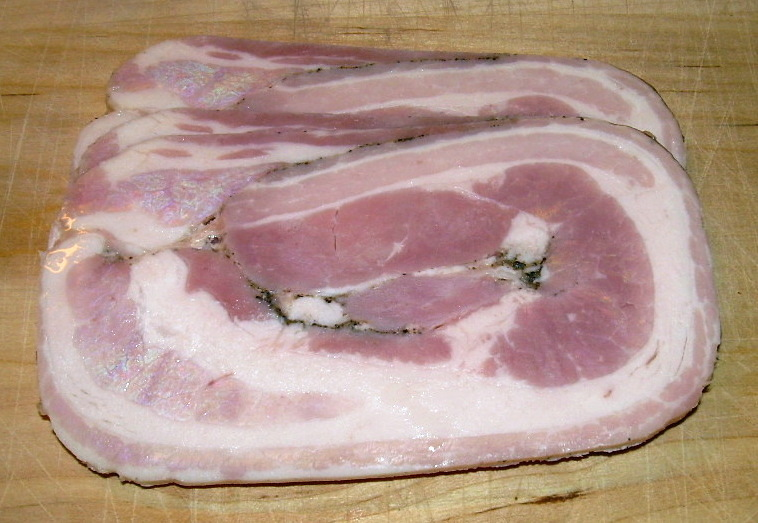
Rullepølse.

El rullepølse (en danés ‘salchicha enrollada’) es una receta típica danesa. Para prepararlo se aplana un trozo de panza de cerdo (aunque existen variantes populares con falda de ternera o cordero), se unta con hierbas y condimentos (sal, pimienta, cebolla picada y en algunas versiones también perejil) y se enrolla. Entonces se cuece y se le da forma rectangular con ayuda de una prensa especial, se deja enfriar y se corta fino como un fiambre (en danés pålæg) para elaborar el sándwich abierto danés conocido como smørrebrød, normalmente guarnecido con una gruesa rodaja de bouillon gelatinizado (en danés sky) con aros de cebolla cruda.
El rullepølse también tiene una versión noruega, el ribberull, que se hace con codillo de cordero deshuesado, aplanado, cosido para darle forma de rectángulo largo, enrollado, prensado y cocido al vapor.
- Datos: Q3314532